# بني رزين (إسبانيا)
 بَنِي رَزِينٍ (كانت تسمى أيضا سَهْلَةُ بَنِي رَزِينٍ أو ابن رزين أو ابن الرَّزين أو السَّهْلَةُ أو شَنْتَمَرِيَّةُ الشَّرْقِ أو شَنْتَمَرِيَّةُ بالعربية، وهي بالإسبانية: Albarracín) هي بلدة في شرق إسبانيا، عاصمة الناحية الطبيعية جبال بني رزين، في مقاطعة طرويل التي تنتمي إلى منطقة أراغون ذاتية الحكم. استناداً على إحصاء عام 2007م يبلغ عدد سكانها 1075 نسمة. تتميز بني الرزين بجمالٍ معماري وطبيعي خلاب، فهي مصنفة منذ سنة 1961م كمعلم وطني.

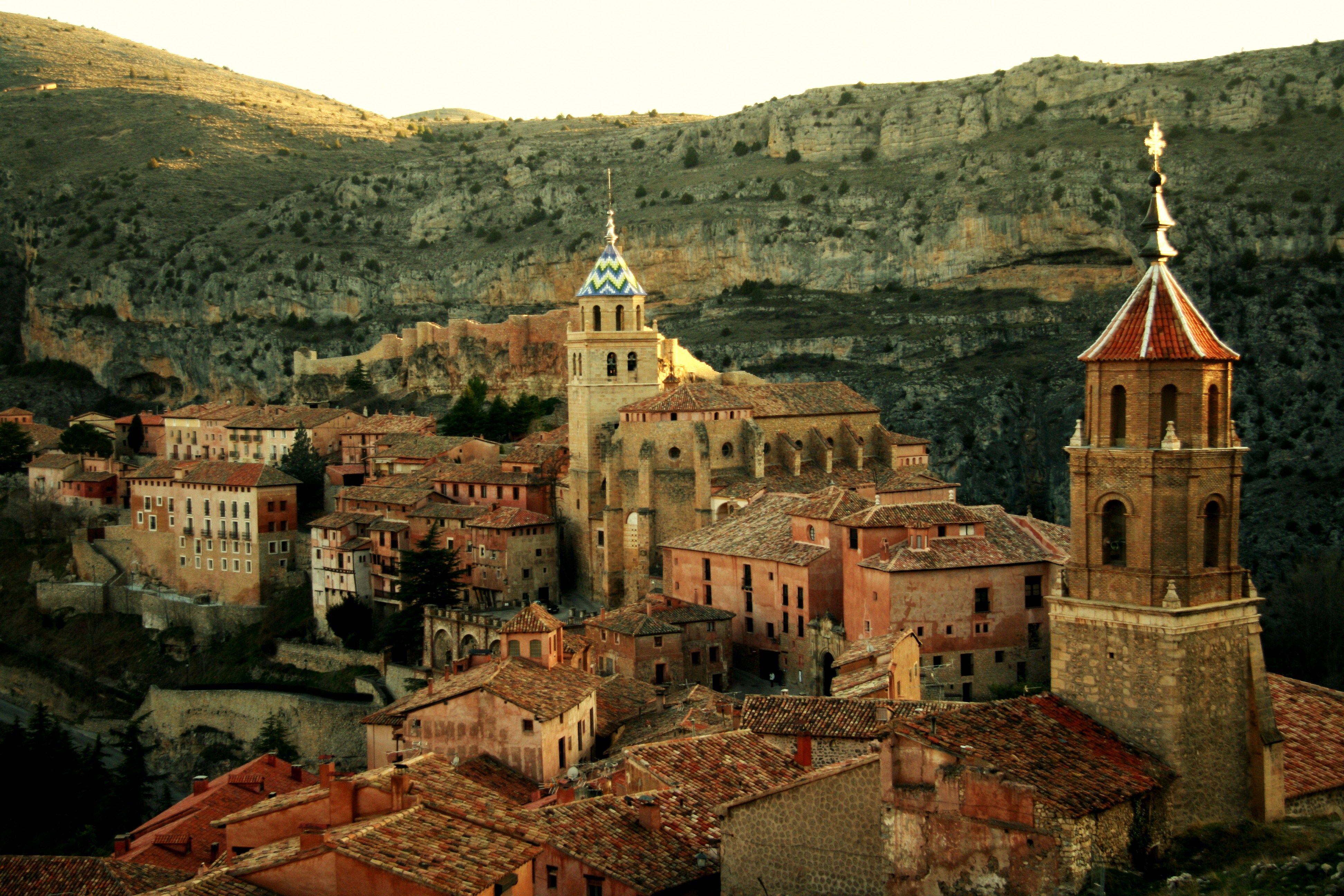
بني الرزين

## التسمية
تقع بني الرزين بالقرب من بلدة رومانية قديمة المسماة لوبِتوم. أطلق عليها المسلمون بعد غزو الأندلس اسم القَرْطَم، المنحدر من اسمها القلطي القديم أركافيدا. اسمها الحالي منتسب إلى سلالة بني رزين التي حكمت المنطقة أثناء عهد الطوائف. البعض ينسب اسم البلدة إلى اللغة القلطية القديمة: ألبا 'جبل' + راجين 'عنب أو كرمة'.

## جغرافية
تحتل المدينة القديمة قمة وجوانب هضبة محاطة من كل جوانبها تقريباً بواد غوادالفيار في منطقةٍ وعرة التضاريس (جبال بني رزين شمالاً وجبال أنيفارسال جنوباً) حيث ينبع نهر تاجة. الناحية الطبيعية سيرا دي البراسين (جبال بني الرزين) تنتمي إلى النظام المناخي المتوسطي، مع تأثيراتٍ قارية. معدل درجة الحرارة بها يبلغ 11 درجة وكمية الأمطار المسجلة سنوياً تقارب 500 مم.
المنطقة تزخر بثروةٍ نباتية وحيوانية متنوعة فإلى جانب أشجار الصنوبر، الصنوبرالبري والبحري، السنديان والعرعر تأوي الجبال المحيطة بالبلدة أنواعاً من الأيل، اليحمور الأوروبي، الخنزير البري، الوشق والسنجاب، إضافتاً إلى الطيور المهاجرة والجوارح ونوعياتٍ أخرى ذات أهمية.

## تاريخ
استوطنت المنطقة منذ عصور ما قبل التاريخ كما يدل على ذلك الرسوم الصخرية لرودِنو الغير بعيدة عن البلدة. احتلها الرومان بعد تمكنهم من طرد القرطاجيين من الساحل الإبيري (كنتيجة للحرب البونيقية الثانية في نهاية القرن الثالث قبل الميلاد) وأطلقوا عليها اسم لوبِتوم (من اسم قبيلة كلتية كانت تقطن المنطقة) وشيدوا بها حصناْ. احتلها القوط بعد طردهم للوندال «لحساب روما» من شبه الجزيرة الإبيرية في بداية القرن الخامس الميلادي وأطلقوا عليها اسم سَنتا مَرِيّا دي أُريونتِ (مريم الطاهرة الشرقية).
بعد الفتح الإسلامي للأندلس ما بين عامي 711م و 714م، استوطنت قبيلة بني الرزين الأمازيغية المنطقة. استفاد بنو الرزين بنوعٍ من الاستقلالية عن قرطبة عاصمة الإمارة الأموية في الأندلس، مستغلين العلاقات الشائكة بين هذه الأخيرة وإمارة بنو قاسي (ذوي الأصول القوطية) الشبه المستقلة والواقعة شمالاً على سهل نهر الأبرة (عاصمتها سرقسطة). بقي الأمر على حاله بعد استيلاء بني تجيب على أملاك بنو قاسي بمساندة الأمويين (في بداية القرن العاشر الميلادي) تحت سلطة أكثر مركزية وتبعيةً لقرطبة إبان أوج الخلافة الأموية في الأندلس (القرن العاشر الميلادي).
بعد انهيار هذه الأخيرة عملياً في سنة 1013م، استقل بنو رزين بإدارة شؤون المنطقة، متجاهلين كباقي طوائف الأندلس دعوة جمهورية قرطبة للانصياع تحت حكمها، مستغلين بعد البلدة عن مركز الصراعات المستمرة في عهد الطوائف بوسط وغرب الأندلس بالإضافة إلى صعوبة الوصول إلى عاصمة إمارتهم المتحصنة طبيعياً.

## معرض صور

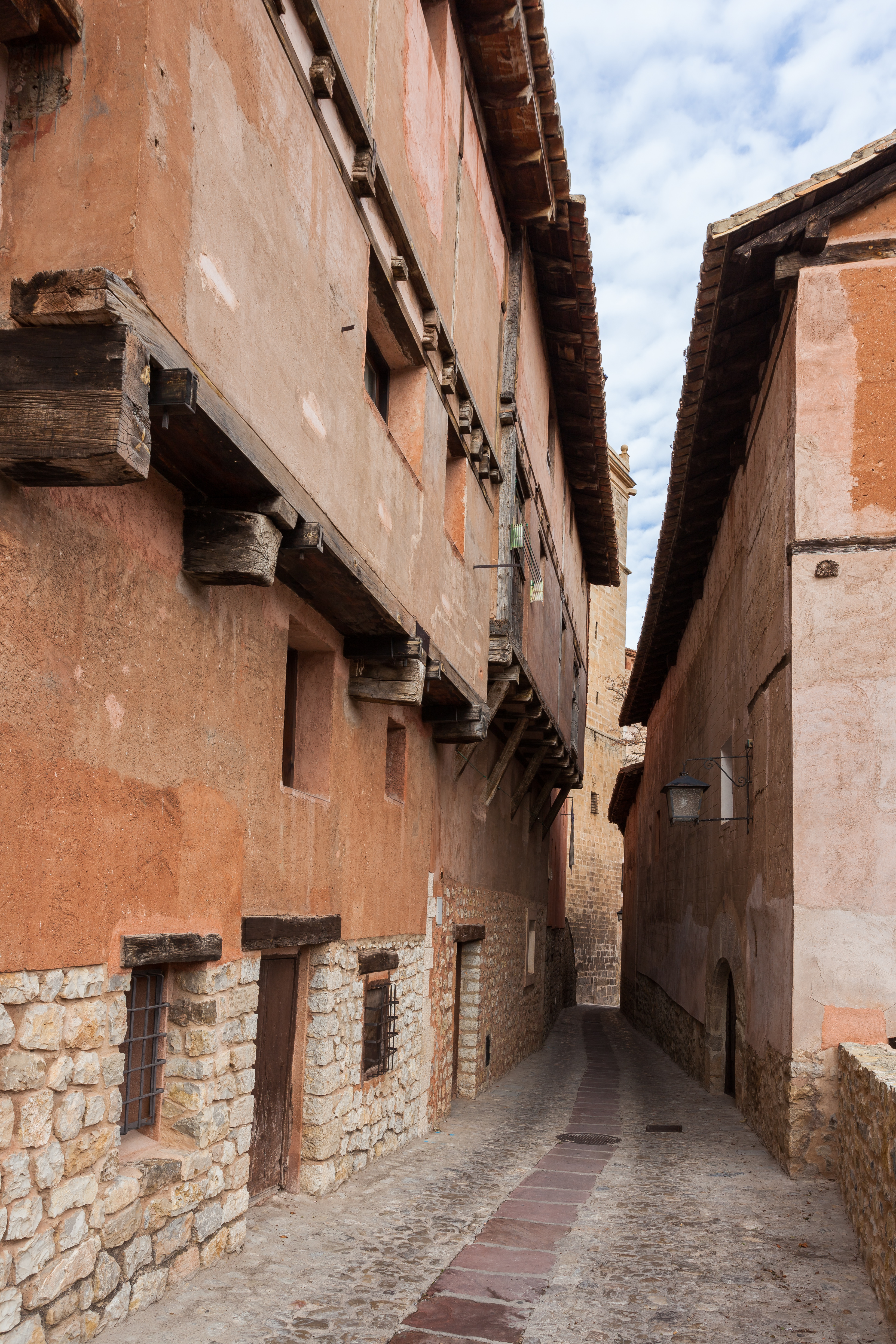
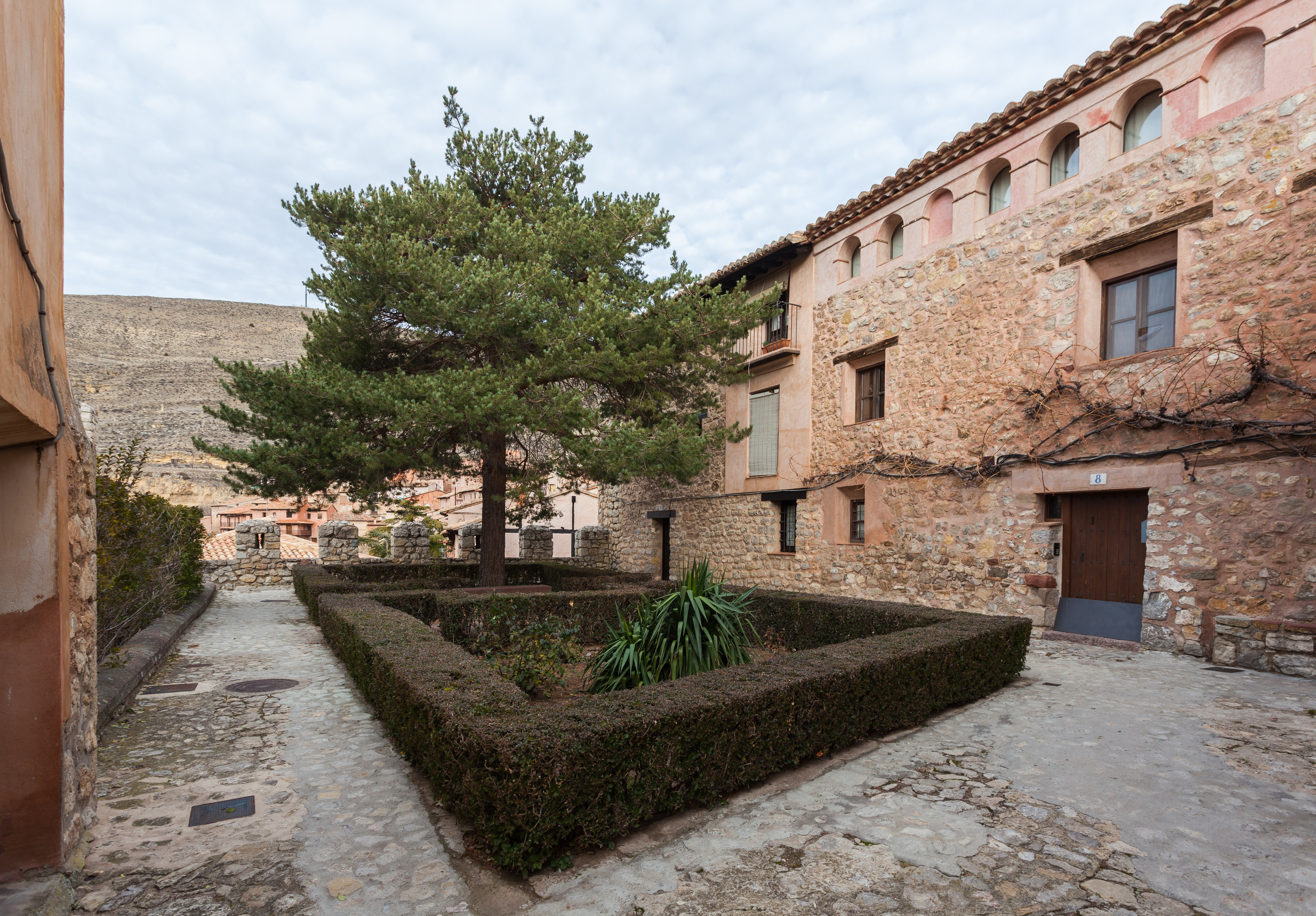
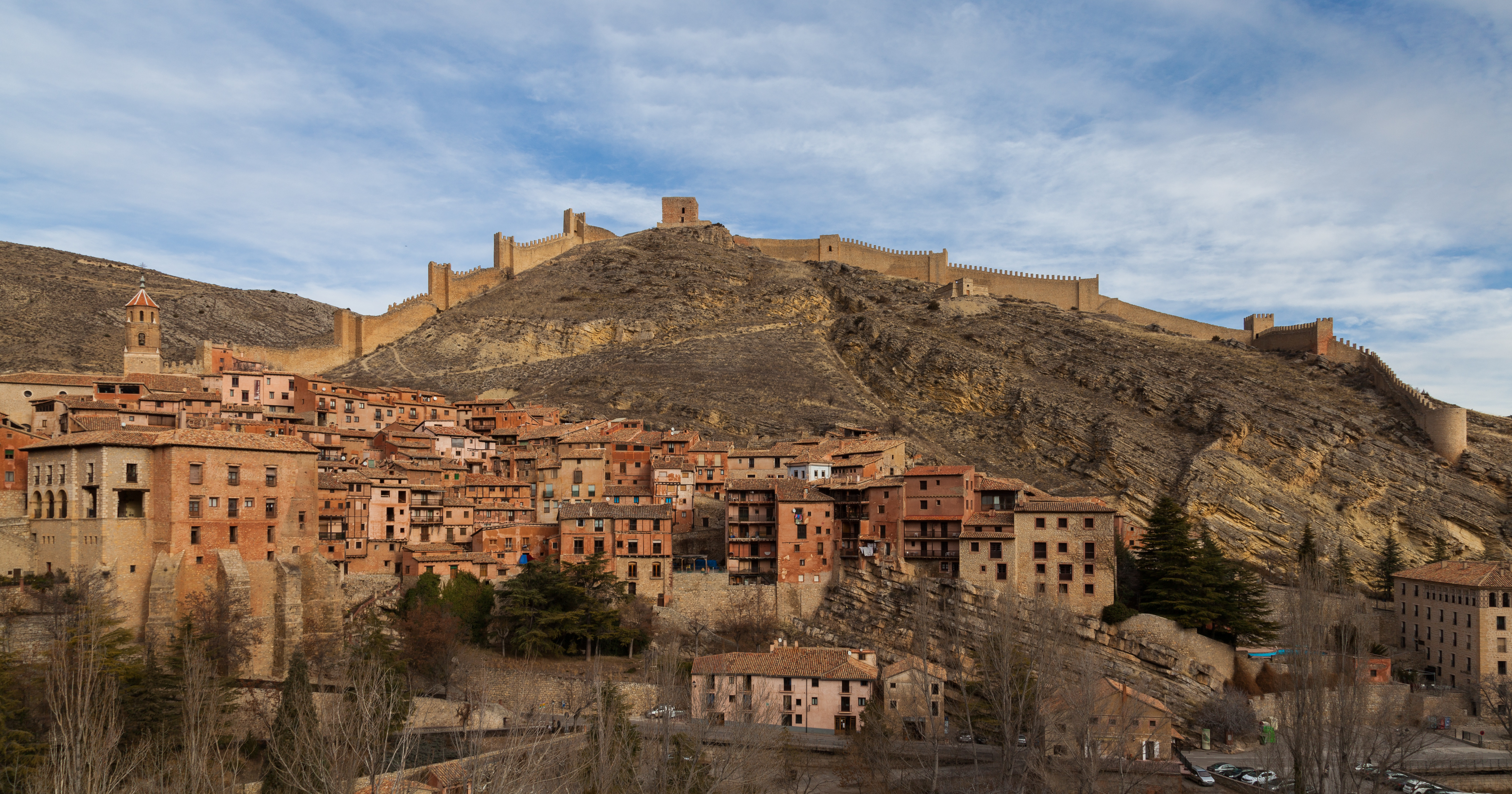
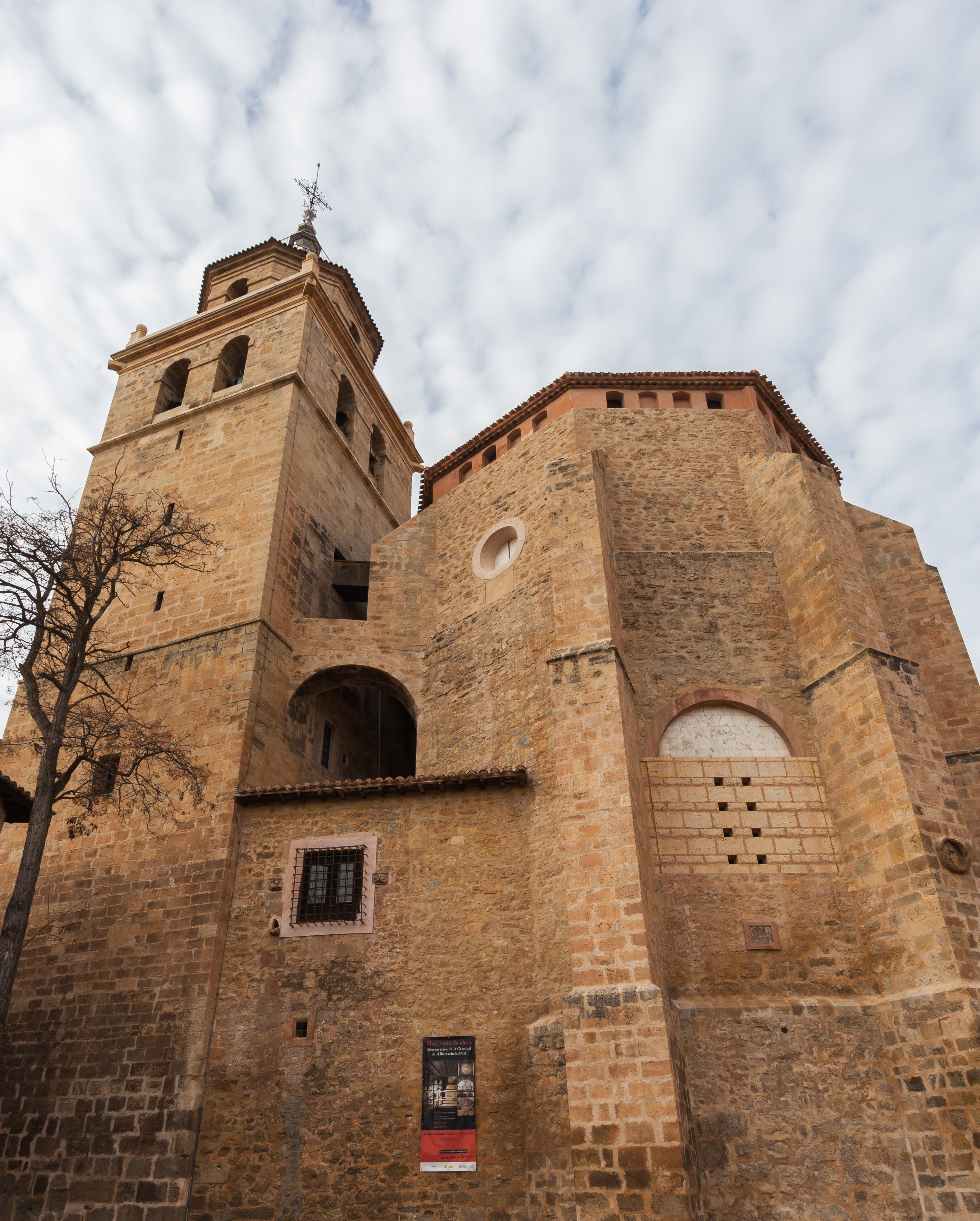
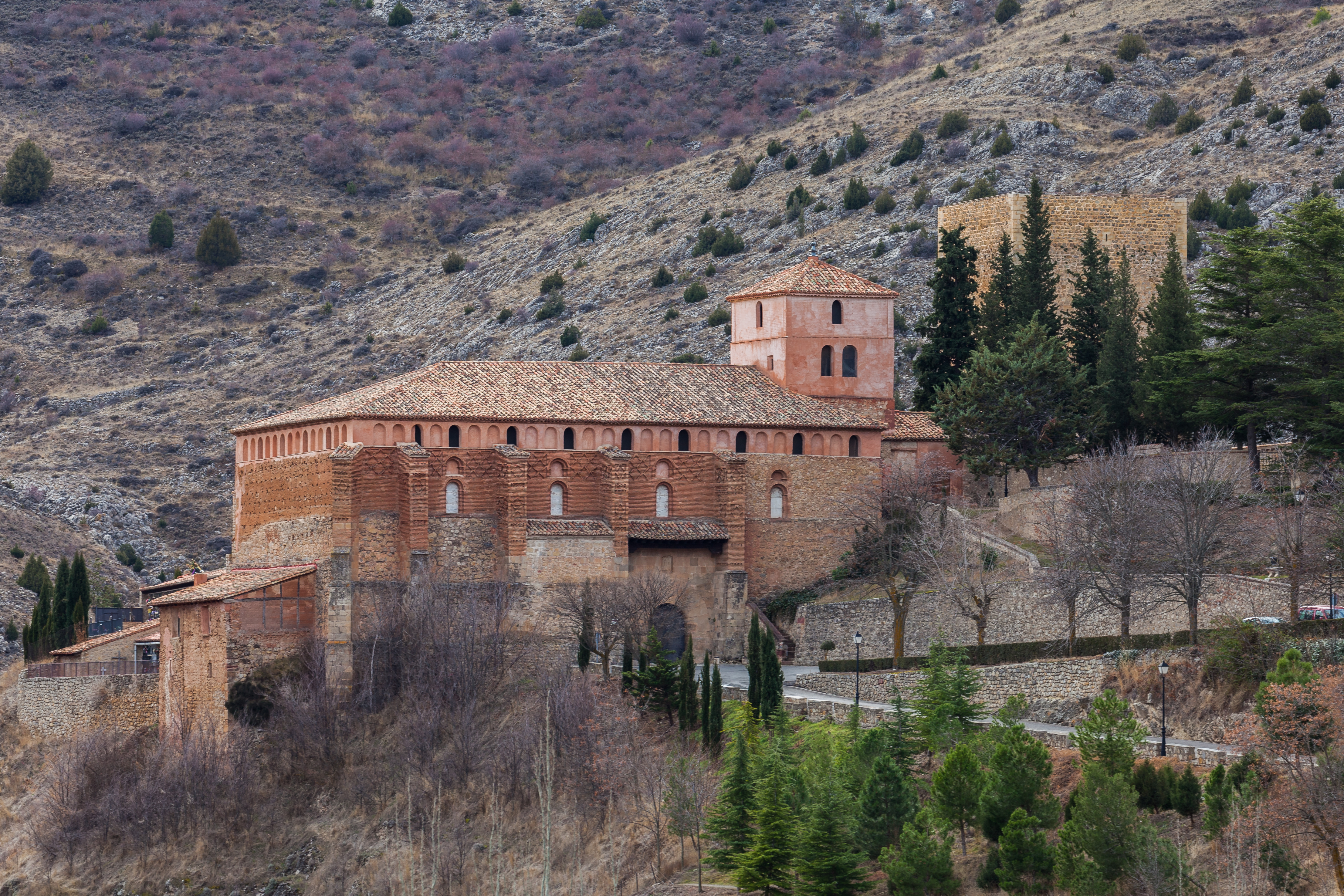
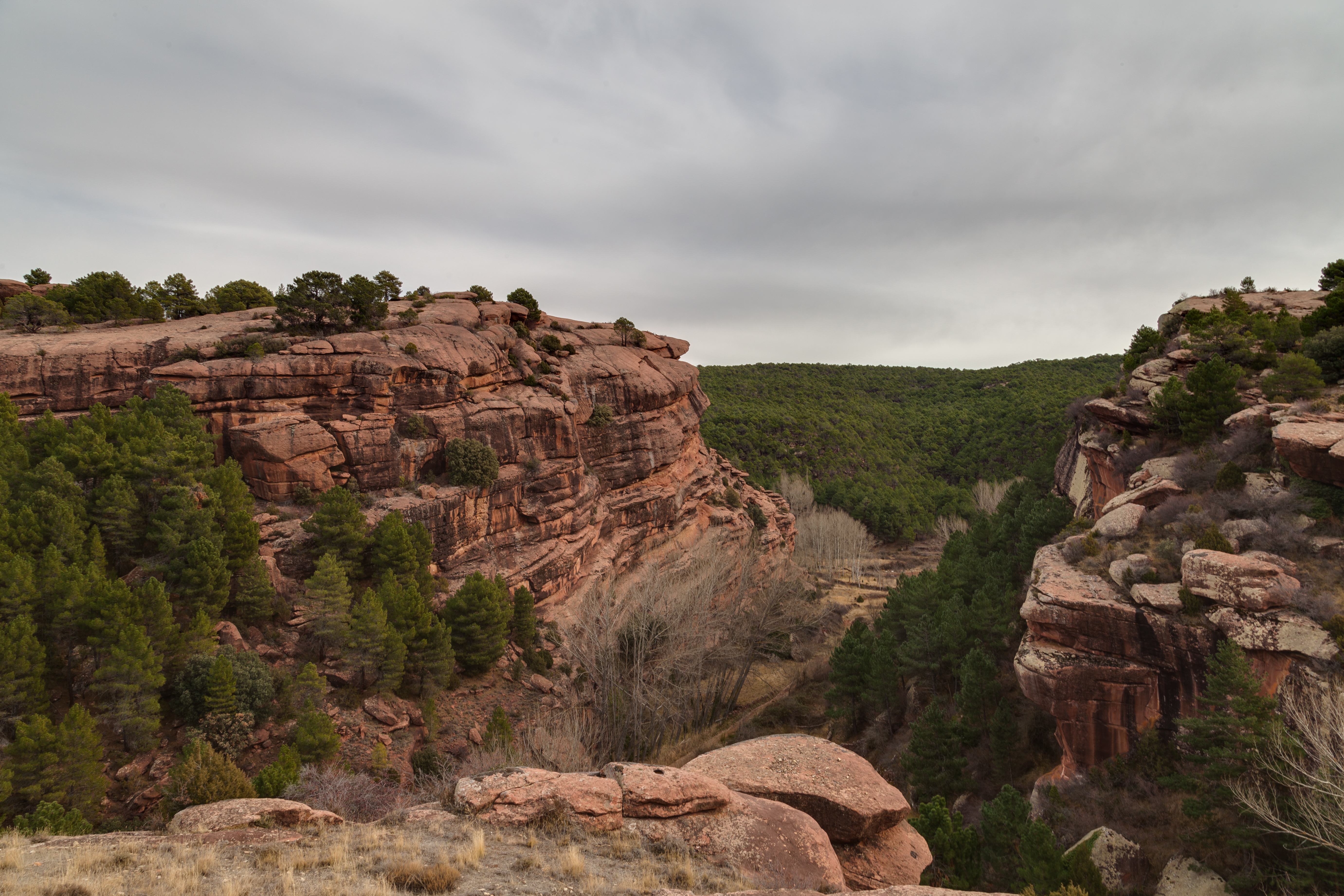